# Gundlitz
Gundlitz ist ein Gemeindeteil des Marktes Stammbach im Landkreis Hof (Oberfranken, Bayern). Die Gemarkung Gundlitz hat eine Fläche von 4,304 km². Sie ist in 452 Flurstücke aufgeteilt, die eine durchschnittliche Flurstücksfläche von 9521,96 m² haben. In ihr liegen neben dem namensgebenden Ort die Gemeindeteile Herrnschrot, Hohenbuchen und Winklas. Einöde Schrot zählt zum Gemeindeteil Gundlitz.

## Geografie
Das Dorf liegt auf einer Hochebene des Frankenwaldes, im Osten Lerchenbühl (579 m ü. NHN) genannt, im Süden Löfflesberg (590 m ü. NHN). Die Kreisstraße HO 22/KU 1 führt nach Cottenau (2,3 km westlich) bzw. nach Stammbach (2,4 km nordöstlich). Gemeindeverbindungsstraßen führen über den Hanauerhof nach Steinbach zur Kreisstraße KU 27 (2,2 km nördlich) und nach Ziegenburg. Eine Anliegerstraße führt nach Herrnschrot (0,8 km südwestlich).
In der Ortsmitte befinden sich ein Dorfteich, das Feuerwehrhaus, ein Denkmal zur Flurbereinigung und ein Kriegsgefallenendenkmal. Die katholische Kapelle diente bisher für katholische und evangelische Gottesdienste. Die Kellergasse ist Etappenziel des Qualitätswanderweges Fränkisches Steinreich. Außerdem wird der Ort wird von dem nach Hans Seiffert benannten Hans-Seiffert-Weg durchquert, einen vom (früheren) Dreiländerdreieck bei Prex bis Burgkunstadt verlaufenden Wanderweg des Frankenwaldvereins.

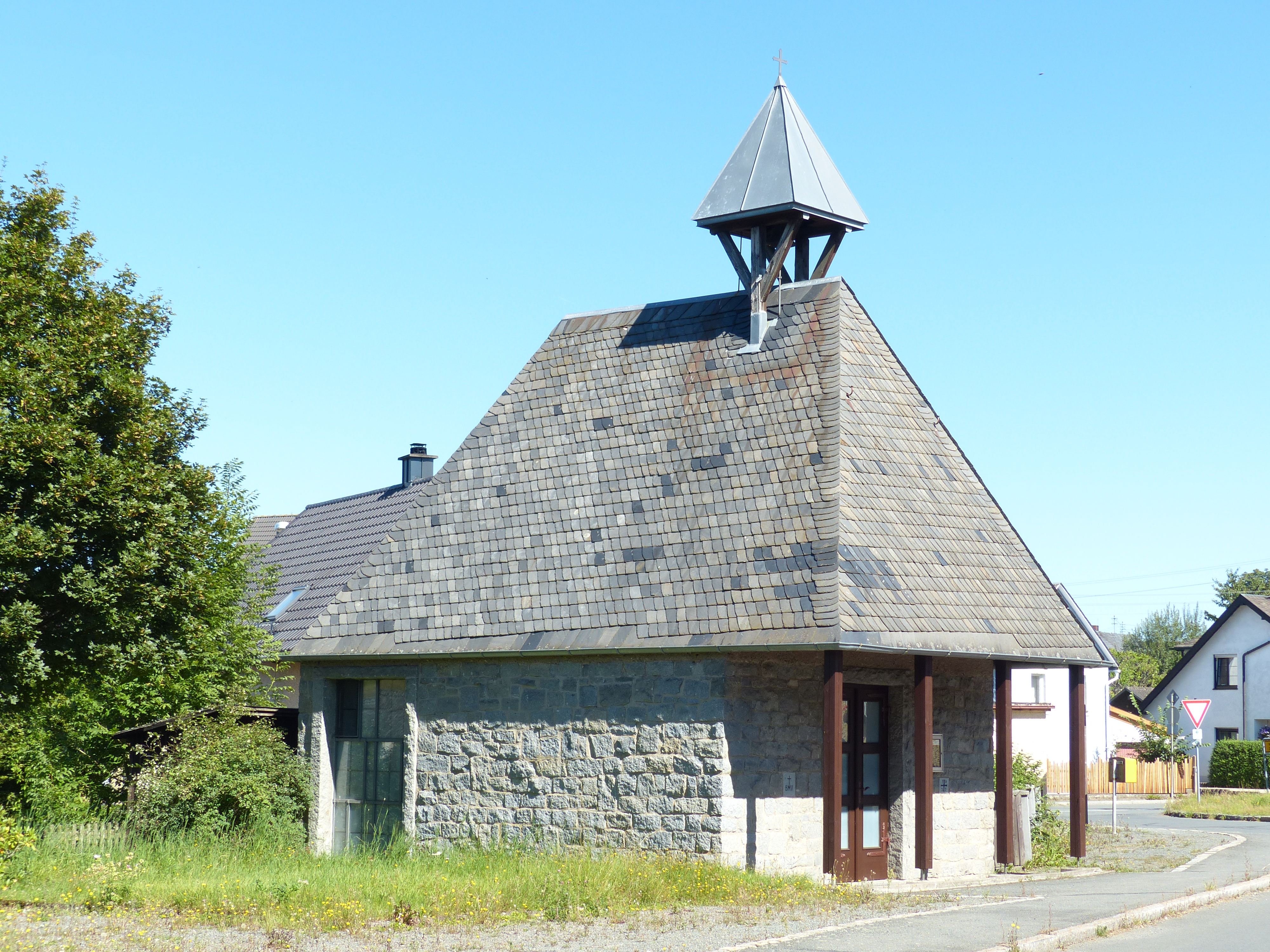
Kapelle
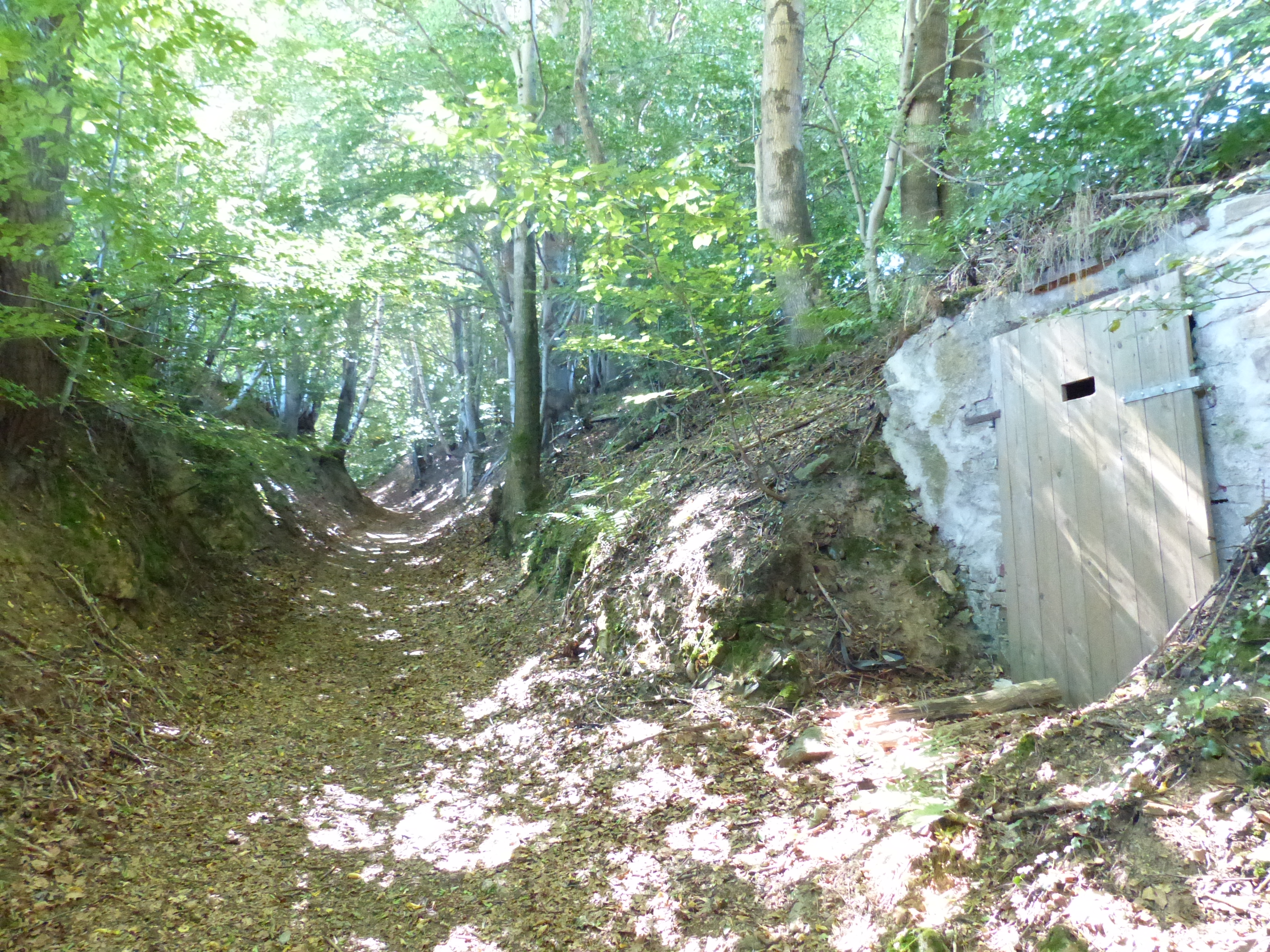
Felsenkeller in der Kellergasse
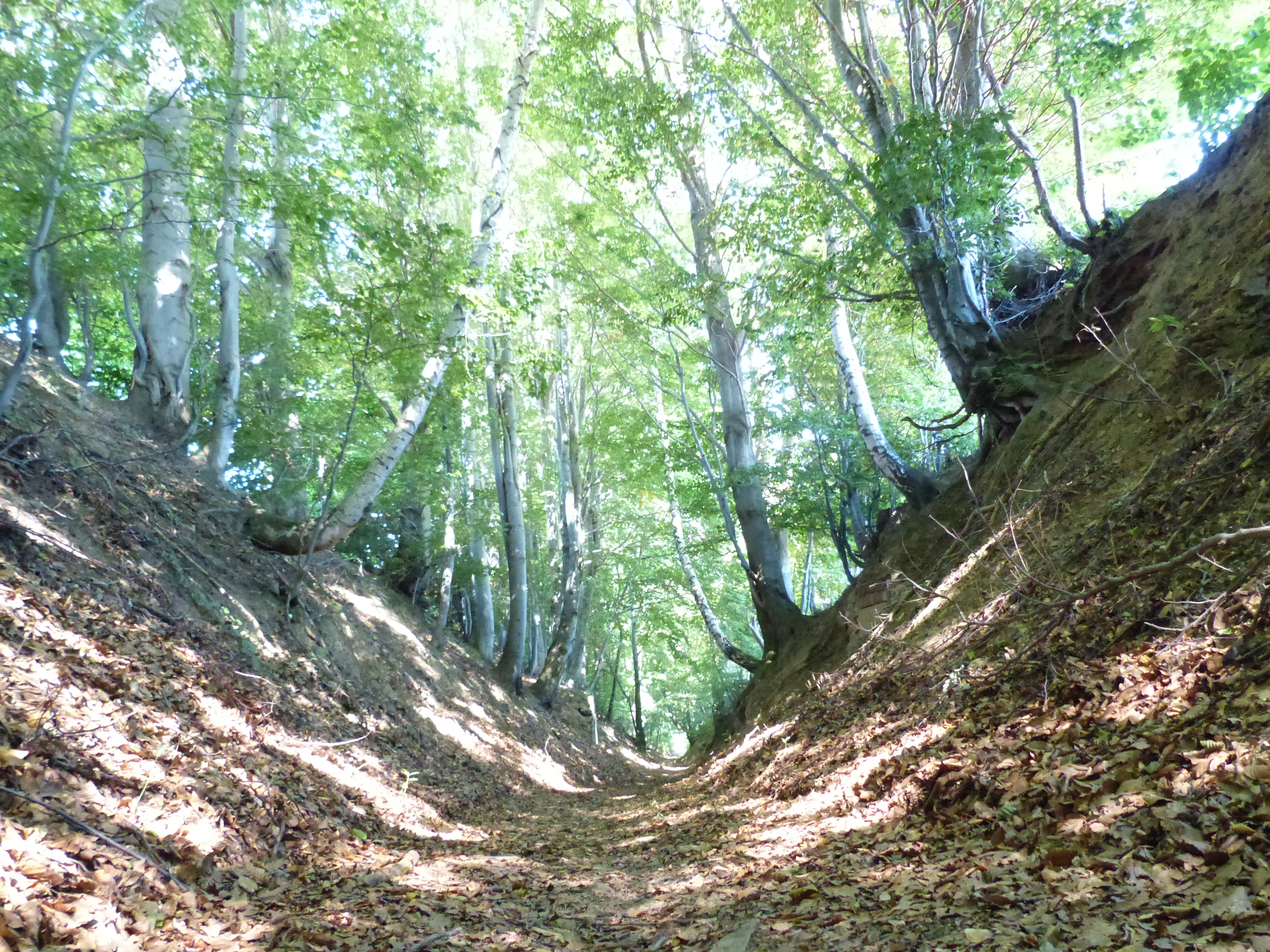
Kellergasse als Hohlweg

## Geschichte
Gegen Ende des 18. Jahrhunderts bestand Gundlitz aus 29 Anwesen. Die Hochgerichtsbarkeit stand dem bambergischen Centamt Marktschorgast zu. Das Vogteiamt Marktschorgast hatte die Dorf- und Gemeindeherrschaft. Grundherren waren
- die Gemeinde Gundlitz: 1 Schmiede, 4 Tropfhäuslein;
- die Gemeinde Marktschorgast: 2 Höfe, 2 Söldengüter;
- das bambergische Kastenamt Stadtsteinach: 4 Tropfhäuslein;
- die bambergische Amtsverwaltung Ziegenburg: 1 Hof, 3 Halbhöfe, 1 Gütlein, 1 Tropfhaus;
- das bambergische Spitalamt Kupferberg: 1 Viertelhof;
- das Rittergut Guttenberg-Steinenhausen: 2 Halbhöfe, 5 Güter, 1 Tropfhaus, 1 Ziegelhütte.[7]

1802 kam Gundlitz durch Reichsdeputationshauptschluss an das Herzogtum Bayern, zwischenzeitlich 1804 an Preußen, 1806 an Frankreich, 1810 an das Königreich Bayern. Infolge des Ersten Gemeindeedikts wurde Gundlitz dem 1812 gebildeten Steuerdistrikt Marienweiher und der entstandenen Ruralgemeinde Marienweiher zugewiesen. 1837 kam es zur Bildung der Ruralgemeinde Gundlitz mit den Orten Herrnschrot, Hohenbuchen und Winklas. Sie war in Verwaltung und Gerichtsbarkeit dem Landgericht Münchberg zugeordnet und in der Finanzverwaltung dem Rentamt Münchberg (1919 in Finanzamt Münchberg umbenannt). Ab 1862 gehörte Gundlitz zum Bezirksamt Münchberg (1939 in Landkreis Münchberg umbenannt). Die Gerichtsbarkeit blieb beim Landgericht Münchberg (1879 in Amtsgericht Münchberg umgewandelt). Die Gemeinde hatte 1964 eine Gebietsfläche von 4,286 km². Am 1. Juli 1972 kam die Gemeinde an den Landkreis Hof. Im Zuge der Gebietsreform in Bayern wurde die Gemeinde Gundlitz am 1. Januar 1978 nach Stammbach eingemeindet.

### Baudenkmäler

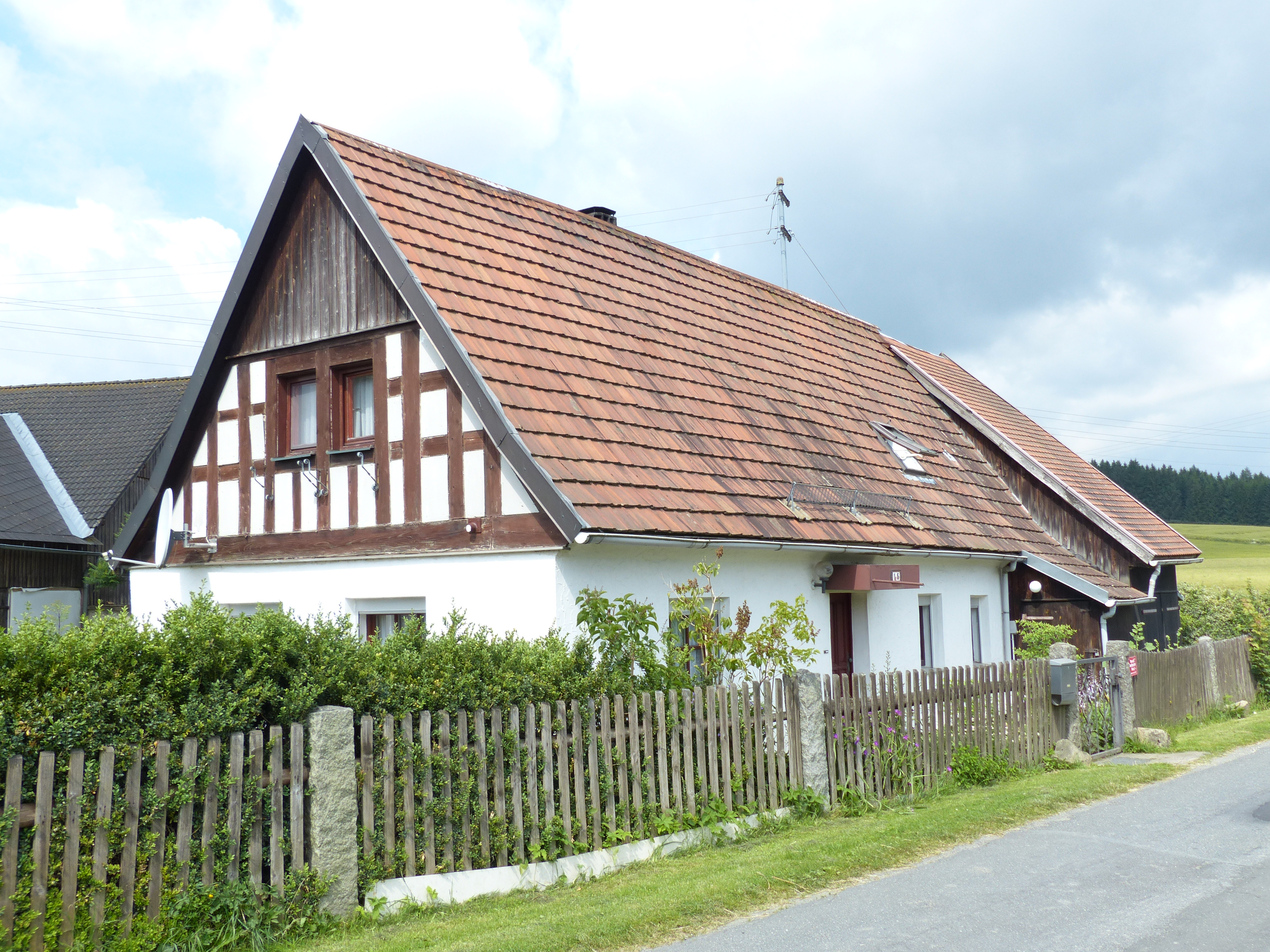
Kleinhaus aus dem 17./18. Jahrhundert

- Haus Nr. 15: Kleinhaus mit Satteldach und Fachwerk.[12]

Ehemalige Baudenkmäler
- katholische Kapelle, 1957 errichtet[13]
- Haus Nr. 26: Eingeschossiges, verputztes Kleinhaus, der Scheitelstein der Haustür mit Schmiedewerkzeugen und der Bezeichnung „1840“ reliefiert.[13]
- Haus Nr. 29: Eingeschossiger, verputzter Wohnstallbau mit Satteldach, der Scheitelstein der Wohnungstür bezeichnet „LL JW 1841“.[13]
- Haus Nr. 35: Wohnstallbau mit Frackdach, der Scheitelstein der Wohnungstür bezeichnet „WH 1833“, das Obergeschoss des Stallteiles Fachwerk, Giebel verschalt.[13]
- Haus Nr. 36: Eingeschossiger, verputzter Wohnstallbau mit Satteldach und Ecklisenen. Die Rahmungen der gedrückt rundbogigen Türen profiliert, der Scheitelstein der Stalltür bezeichnet „1837“. Neueres Zwerchhaus.[13]
- Haus Nr. 38: Eingeschossiger Wohnstallbau mit Satteldach, der Scheitelstein der Wohnungstür bezeichnet „JES“, derjenige der Stalltür bezeichnet „1838“.[13]

### Einwohnerentwicklung
Gemeinde Gundlitz
| Jahr      | 1840   | 1852   | 1855   | 1861   | 1867   | 1871   | 1875   | 1880   | 1885   | 1890   | 1895   | 1900   | 1905   | 1910   | 1919   | 1925   | 1933   | 1939   | 1946   | 1950   | 1952   | 1961  | 1970   |
| Einwohner | 433    | 461    | 455    | 464    | 466    | 460    | 449    | 485    | 478    | 449    | 424    | 400    | 344    | 375    | 321    | 315    | 297    | 282    | 363    | 350    | 360    | 318   | 270    |
| Häuser    |        |        |        |        |        | 58     |        |        | 66     | 64     |        | 64     |        |        |        | 60     |        |        |        | 63     |        | 66    |        |
| Quelle    | [ 15 ] | [ 15 ] | [ 15 ] | [ 16 ] | [ 17 ] | [ 18 ] | [ 19 ] | [ 20 ] | [ 21 ] | [ 22 ] | [ 15 ] | [ 23 ] | [ 15 ] | [ 24 ] | [ 15 ] | [ 25 ] | [ 15 ] | [ 15 ] | [ 15 ] | [ 26 ] | [ 15 ] | [ 9 ] | [ 27 ] |

Ort Gundlitz
| Jahr      | 001799 | 001812 | 001819 | 001861 | 001871 | 001885 | 001900 | 001925 | 001950 | 001961 | 001970 | 001987 | 002020 |
| Einwohner | 172    | 298    | 320 *  | 344    | 333    | 388    | 327    | 270    | 294    | 269    | 228    | 187    | 178    |
| Häuser    | 34     | 42     |        |        |        | 53     | 50     | 48     | 51     | 54     |        | 59     |        |
| Quelle    | [ 28 ] | [ 8 ]  | [ 29 ] | [ 16 ] | [ 18 ] | [ 21 ] | [ 23 ] | [ 25 ] | [ 26 ] | [ 9 ]  | [ 27 ] | [ 30 ] | [ 1 ]  |

## Religion
Gundlitz ist bis heute nach St. Jakobus der Ältere (Marktschorgast) gepfarrt. Seit der Reformation ist der Ort gemischt konfessionell. Die Protestanten sind seitdem nach St. Maria (Stammbach) gepfarrt.